# 紘川琴音
紘川 琴音（ひろかわ ことね）は、日本の女性声優。主にアダルトゲームに声をあてている。

## 出演
太字は主役・メインキャラクター。

### アダルトアニメ
- 愛のカタチ〜エッチな女のコは嫌い…ですか？〜（2008年、森下まゆ）
- 宇宙海賊サラ（2008年、サラ・スコーピオン）
- 彼女×彼女×彼女 〜三姉妹とのドキドキ共同生活〜（2009年 - 2011年、織節夏実）
- りんかん倶楽部（2011年 - 2012年、中村詩織[注 1]）
- えなじぃキョーカ!! ヌキサポ編（2016年、宝條恵梨奈）

### アダルトゲーム

#### 時期不明
- 神楽大戦・陰之巻（葛城弥生）

#### 2005年
- 映研企画（赤城雪奈）

#### 2006年
- 放課後ニャンニャン倶楽部（葛城優奈）
- フルアニ（ルビィ・リリン）

#### 2007年
- 宇宙海賊サラ（サラ・スコーピオン[1]）
- らいでぃんぐいんきゅばす（向井真美）

#### 2008年
- 彼女×彼女×彼女 〜三姉妹とのドキドキ共同生活〜（織節夏実）
- 輪姦倶楽部（中村詩織[2]）
- LILITH-IZM03 〜IFストーリー編〜（中村詩織[3]）

#### 2009年
- 彼女×彼女×彼女 ドキドキフルスロットル!（織節夏実）
- 教育指導（本城柚姫）
- こすぶろ・はじめました！（三ツ瀬満）
- 魔法少女スバル（音無アスナ[4]）

#### 2010年
- 神楽幻想譚〜妖かしの姫〜（葛城弥生）
- 戦国魔姦（毛利元就[5]）
- 先生を孕ませよう!〜ひよこの呪いで透明化する俺!?〜（富樫沙弓[6]）
- LILITH-IZM05 〜大量射精編〜（富樫沙弓[7]）

#### 2011年
- クロスオーバー こどものひみつ×放課後ニャンニャン倶楽部（葛城優奈）
- 必殺痴漢人II（朝倉裕未）

#### 2012年
- 魔館の淫嬢（真梨子・ドレーゼ）
- Chu(治癒)してあげちゃう ～押しかけお姉さんの性交恥療～（天音望）

#### 2013年
- 魔導巧殻 〜闇の月女神は導国で詠う〜（フェルアノ・リル・ラナハイム[8]）
- パステルチャイム3 バインドシーカー（柚子季）
- 陰陽騎士トワコ〜蛇神の淫魔調教〜（志木麗佳）

#### 2014年
- 漂流艦獄クロノス（ソワレ・サーペント）
- 人妻教師は元魔法少女 ～教え子の僕がオトナの女を寝取り堕とす～（氷川奈々子）
- 導かれしモノ達の楽園 ～BEDLAM～（久世智恵子）

#### 2015年
- 対魔忍アサギ 決戦アリーナ（八雲玲、志木麗佳、シビル）
- 教育指導 インモラルエディション（本城柚姫）

#### 2019年
- 神楽黎明記〜弥生の章〜（葛城弥生[9]）

#### 2020年
- 陰陽騎士トワコ〜蛇神の淫魔調教〜 Animation（志木麗佳）

### 一般向ゲーム
- 神楽大戦・陽之巻（葛城弥生）